# Baretoa
Baretoa ist ein Ort im Osten des Abemama-Atolls in den zum Inselstaat Kiribati gehörenden Gilbertinseln im Pazifischen Ozean. 2020 hatte der Ort 195 Einwohner.

## Geographie
Baretoa befindet sich auf der langgestreckten Hauptinsel des Atolls Abemama, die dessen östlichen Riffsaum bildet. Der Ort liegt zwischen Tabontebike im Süden und Kauma im Norden. Die Einwohner leben hauptsächlich von der Kopra-Herstellung.

## Klima
Das Klima ist tropisch heiß, wird jedoch von ständig wehenden Winden gemäßigt. Ebenso wie die anderen Orte des Abemama-Atolls wird Baretoa gelegentlich von Zyklonen heimgesucht.